# Веб-камера (фильм)
«Веб-камера» (англ. Cam) — американский триллер/фильм ужасов 2018 года режиссёра Дэниеля Гольдхабера. Премьера фильма состоялась на Международном кинофестивале Fantasia 18 июля 2018 года, где получил премию за лучший сценарий.

## Сюжет
Молодая девушка Эмили зарабатывает на жизнь, выступая перед веб-камерой для клиентов на вебкам сайте. Она пытается подняться в рейтинге и устраивает различные шоу. Однажды она просыпается и узнает, что на сайте выступает её копия, которая выглядит в точности как она. Теперь ей необходимо выяснить, кто захватил её жизнь.

## В ролях
- Мадлен Брюэр — Элис/Лола
- Патч Дарро — Tinker
- Мелора Уолтерс — Линн
- Девин Друид — Джордан
- Имани Хаким — BabyGirl_
- Майкл Демпси — Barney
- Флора Диаз — Fox
- Саманта Робинсон — PrincessX

## Критика
Фильм получил преимущественно положительные оценки кинокритиков. На сайте Rotten Tomatoes фильм имеет рейтинг 95 % на основе 44 рецензий критиков со средней оценкой 7,1 из 10. На сайте Metacritic фильм получил оценку 69 из 100 на основе 14 рецензий, что соответствует статусу «в основном положительные отзывы».